# Heinkel He 74
Heinkel He 74 – niemieci prototyp lekkiego samolotu myśliwskiego.

## Historia
W połowie lat 30. XX w. Technisches Atmt Reichsluftfahrtministerium ogłosił zapotrzebowanie na budowę lekkiego myśliwca mogącego pełnić funkcję Heimatschutzjäger – myśliwca obrony Rzeszy. Zapotrzebowanie Luftwaffe zakładało zbudowanie samolotu myśliwskiego w układzie górnopłata, napędzanego silnikiem o małej mocy. 
Heinkel zdecydował się zignorować zalecenia Technischen Ami. Uznano, że ze względu na stosunkowo małą moc silnika Argus As 10, Heimatschutzjäger musi być konstrukcją o małych wymiarach, które najłatwiej uzyskać w konfiguracji dwupłatowca. W tym czasie wytwórnia Heinkla przygotowywała się do podjęcia produkcji myśliwca Heinkel He 51, który uważano za jedną z lepiej dopracowanych pod względem aerodynamiki konstrukcji w układzie dwupłata. Konstruktorzy zdecydowali się zmniejszyć jego wymiary tak aby dostosować nową konstrukcję do osiągów silnika Argus As 10C napędzającego dwułopatowe śmigło o stałym skoku. 
Pod koniec 1933 r. rozpoczęto prace nad trzema prototypami. Oblot pierwszego, oznaczonego jako He 74a, nastąpił wiosną 1934 r. Próby wykazały, że konieczne jest nieznaczne skrócenie kadłuba, przekonstruowanie usterzenia, drobne zmiany w podwoziu oraz zmniejszenie rozpiętości górnego płata. Zmiany te wprowadzono w drugim prototypie, oznaczonym jako He 74b (D-IVON), który został oblatany późnym latem 1934 r. Maszyna wykazała się dobrymi osiągami oraz zwrotnością. W trzecim prototypie zamontowano udoskonalony silnik Argus As 10E, miał to być pierwowzór serii produkcyjnej. W konkursie RLM maszyna Heinkla zajęła trzecie miejsce, ustępując konstrukcjom Focke-Wulfa i Arado.

## Konstrukcja
Jednoosobowy samolot myśliwski w układzie dwupłata.
Kadłub o przekroju prostokątnym, konstrukcji podłużnicowej złożonej z rur stalowych. W przedniej części kryty metalem, w części ogonowej płótnem. Przed kabiną pilota był zamontowany zbiornik paliwa. Po lewej stronie kadłuba był umieszczony karabin maszynowy MG 17 z zapasem 250 pocisków. Usterzenie krzyżowe, stateczniki kryte sklejką, stery płótnem. Skrzydła dwudźwigarowe, kryte płótnem. Płat górny połączony z kadłubem zastrzałami w kształcie litery N. Dodatkowe usztywnienie komory płatów zapewniały pojedyncze rozpórki w kształcie litery I. Lotki umieszczone na górnym płacie, klapy na dolnym. Podwozie stałe z kółkiem ogonowym. Napęd stanowił odwrócony ośmiocylindrowy silnik rzędowy, chłodzony powietrzem Argus As 10 napędzający dwułopatowe, drewniane śmigło Heine o stałym skoku.